# 해외디자인나눔사업
해외디자인나눔사업(신흥시장 개척 비즈니스 교류 사업)은 아세안 회원국 등 미래 디자인 수출 시장으로 진입할 신흥 경제 성장국을 대상으로 대한민국 디자인의 수준과 역량을 알리고 인식을 높여 현지 시장 진출을 위한 기반을 마련하고자 한국디자인진흥원이 추진하는 국제적인 디자인 지원 및 교류 사업이다.

## 역사
- 2000년 개도국 디자인 인재 양성을 위한 한국디자인진흥원과 한국국제협력단(KOICA)의 '디자인 연수 사업'이 시작되었다. 8월 한국산업디자인진흥원(현 한국디자인진흥원)과 한국국제협력단이 산업디자인 연수생 초청 사업 방침에 대해 밝혔다. 연수생들은 2주일간 LG전자, 삼성전자, 쌈지 등 한국 기업의 디자인 성공사례를 연구하고 현대중공업, 호암미술관 등을 견학하게 되었다.[2] 과테말라, 온두라스, 컬럼비아 등 남미와 몽골, 방글라데시, 베트남, 스리랑카, 인도네시아, 파키스탄, 필리핀 등 아시아에서 온 디자이너와 기업 임원, 공무원을 대상으로 한국 디자인산업과 정책, 한국 기업의 디자인 성공 사례에 대한 교육을 추진하였다. 이후 중국, 베트남, 인도네시아 등 떠오르는 시장을 대상으로 국내 디자이너로 구성된 해외 디자인 봉사단을 파견해 한국에 우호적인 분위기를 조성하고 잠재 시장을 확대하기 위한 기초를 마련했다.[1]
- 이후 디자인 연수 사업은 2010년 ‘해외디자인나눔사업(신흥시장 개척 비즈니스 교류 사업)’으로 이어졌다. 같은 해 9월 베트남 하노이에서 ‘해외디자인나눔사업’의 일환으로 ‘산업경쟁력 강화를 위한 디자인 활용’을 주제로 한 ‘한·베트남 지식경영포럼’을 개최했다. 디자인진흥원과 베트남무역진흥공사(VIETRAE)는 양국간 디자인산업 발전을 위해 정보교류, 전시회 교차참가 등에 협력하는 양해각서(MOU)를 체결했다.[3]
- 그 다음 달인 10월에는 말레이시아 쿠알라룸프 세리 퍼시픽 호텔에서 '디자인을 통한 새로운 가능성의 제시'라는 주제로 세미나와 현지 컨설팅을 개최했다. 디자인기업 임원 6명으로 구성된 해외 디자인봉사단을 파견, 말레이시아 공무원과 현지 기업 관계자 45명을 대상으로 맞춤형 디자인컨설팅을 제공했다.[4]
- 2012년 11월 태국에서 '비욘드 디자인(Beyond Design)'이라는 주제로 태국 상무부 국제무역진흥국(DITP), 태국창의디자인센터(TCDC) 등과 함께 지난 16일 태국 디자인나눔 세미나, 17일 태국 차세대디자이너 교류회를 각각 개최했다.[5] 서비스디자인 공동 시범사업을 위한 업무 협정을 맺고 노후화된 방콕 중앙역 및 태국 철도에 서비스디자인 방법론과 한국의 선진 디자인 노하우를 입히는 개선 가이드라인을 제안하였다. 또한 말레이시아의 수요를 반영, 현지 디자이너들과 함께 말레이시아의 풍부한 목재를 활용하여 고부가가치를 창출해내는 가구 디자인 개발 워크숍을 추진하였다.[6]
- 2013년 필리핀 마닐라페임 한국관에 국내 디자인 회사 8개사가 참여해 현지 판매와 더불어 샘플 계약을 맺었다.[6]
- 2014년부터 베트남 엑스포에 ‘한-베 디자인 교류관’을 운영하기 시작하여 한국 디자인 및 상품 우수성을 지속적으로 홍보했고, 이 경험을 바탕으로 2016년 '한국·베트남 디자인협력센터' 구축을 위한 양해각서(MOU)를 체결했다.[7]
- 이 외에도 유관기관 대표가 참여하는 연례회의인 '아시아디자인나눔협의회'를 2011년부터 개최해왔으며 2020년 10주년 회의는 코로나19로 인해 온라인으로 개최되었다.

## 갤러리

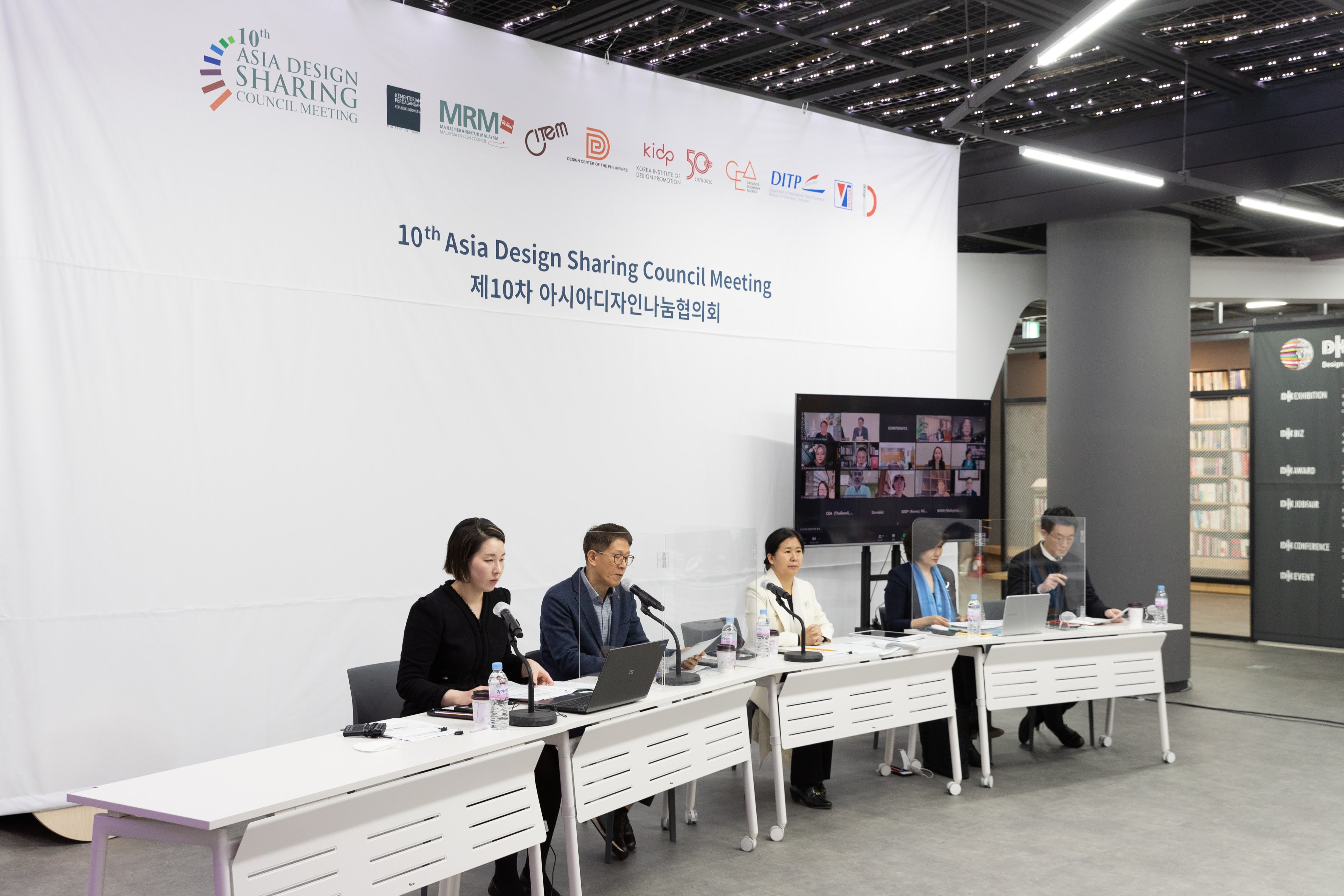
제10회 아시아디자인나눔협의회 (2020)
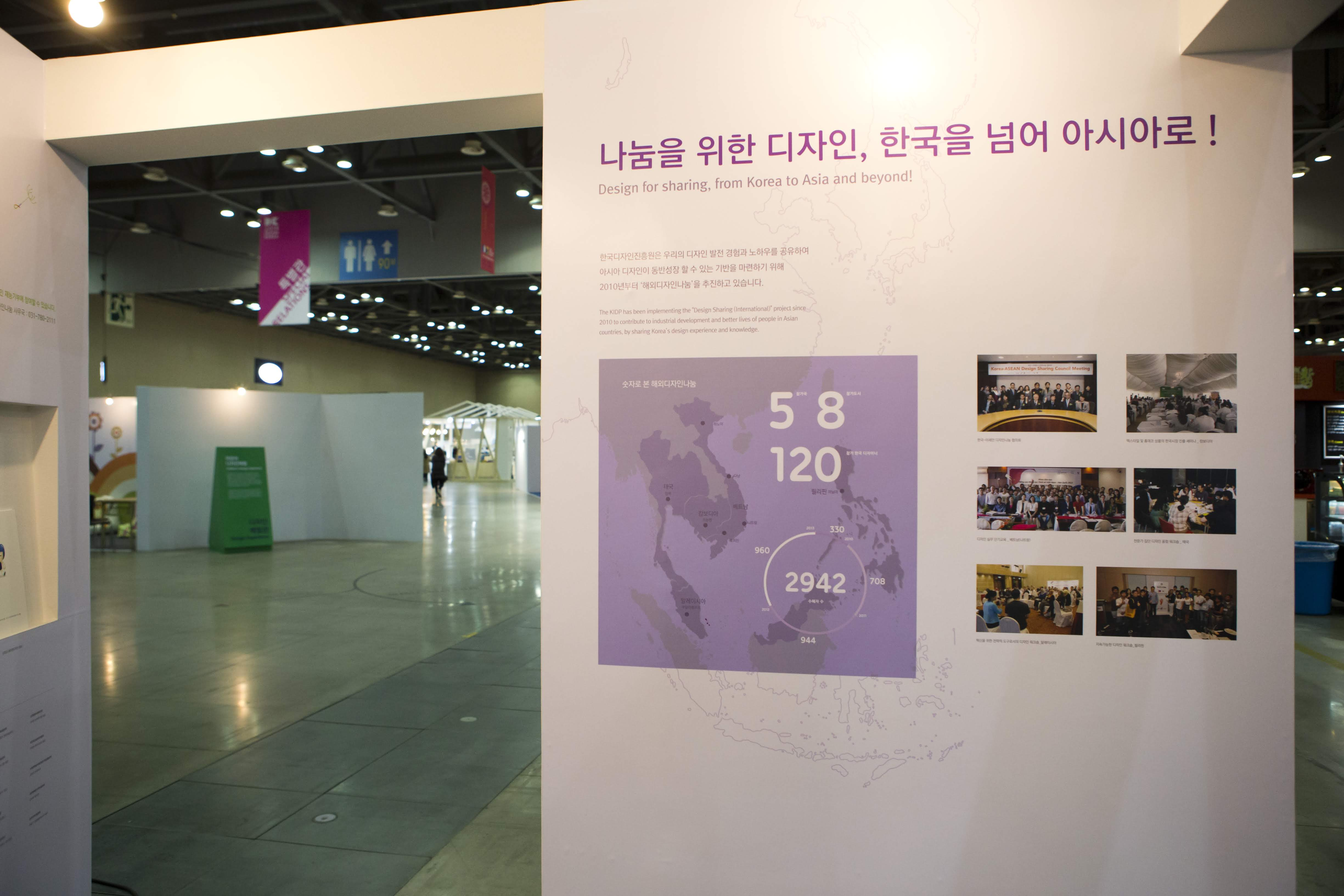
DKfestival2014 해외디자인나눔사업 소개